# Jonesville (Floride)
Pour les articles homonymes, voir Jonesville.
Jonesville est une municipalité non incorporée du comté d'Alachua dans l'État américain de Floride. Elle se trouve à l'intersection de la route de comté 241 et de la route d'état 26 (Newberry Road). Jonesville ne possède pas de conseil municipal et désigne une zone s'étendant sur Newberry Road entre Gainesville et Newberry. Jonesville est devenue de plus en plus peuplée comme la population de la ville de Gainesville a continué à augmenter et les habitants se sont déplacés vers l'ouest.